# Ben Davis
Benjamin "Ben" Davis (* 1961 oder 1962 in London) ist ein britischer Kameramann.

## Leben
Davis begann seine Laufbahn in den 1980er Jahren als Materialassistent und Kameraassistent und arbeitete hierbei für Kameramänner wie Billy Williams und Roger Deakins. Später war er als Kameramann an Werbefilmem beteiligt. Miranda aus dem Jahr 2002 war sein erster Langfilm, an dem er als eigenständiger Kameramann beteiligt war. Bei den Filmen Layer Cake (2004), Der Sternwanderer (2007) und Kick-Ass (2010) sowie The King’s Man: The Beginning (2021) kooperierte er mit dem Regisseur Matthew Vaughn. Ferner arbeitet er seit 7 Psychos (2012) mit dem Regisseur Martin McDonagh zusammen. Der 2016 veröffentlichte Film Doctor Strange ist nach Guardians of the Galaxy (2014) und Avengers: Age of Ultron (2015) seine dritte Produktion im Rahmen des Marvel Cinematic Universe. 2019 folgte mit Captain Marvel der vierte Film.

## Filmografie (Auswahl)
- 2002: Miranda
- 2004: Layer Cake
- 2005: Eine Hochzeit zu dritt (Imagine Me & You)
- 2007: Hannibal Rising – Wie alles begann (Hannibal Rising)
- 2007: Der Sternwanderer (Stardust)
- 2007: The Tonto Woman
- 2008: Blown Apart (Incendiary)
- 2008: Franklyn – Die Wahrheit trägt viele Masken (Franklyn)
- 2010: Kick-Ass
- 2010: Immer Drama um Tamara (Tamara Drewe)
- 2010: Eine offene Rechnung (The Debt)
- 2011: The Rite – Das Ritual (The Rite)
- 2012: Best Exotic Marigold Hotel (The Best Exotic Marigold Hotel)
- 2012: Zorn der Titanen (Wrath of the Titans)
- 2012: 7 Psychos (Seven Psychopaths)
- 2013: Das hält kein Jahr…! (I Give It a Year)
- 2014: A Long Way Down
- 2014: Guardians of the Galaxy
- 2014: Ich. Darf. Nicht. Schlafen. (Before I Go to Sleep)
- 2015: Avengers: Age of Ultron
- 2016: Genius – Die tausend Seiten einer Freundschaft (Genius)
- 2016: Doctor Strange
- 2017: Three Billboards Outside Ebbing, Missouri
- 2019: Captain Marvel
- 2019: Dumbo
- 2021: Cry Macho
- 2021: Eternals
- 2021: The King’s Man: The Beginning (The King’s Man)
- 2022: The Banshees of Inisherin
- 2022: Der Liebhaber meines Mannes (My Policeman)
- 2023: Kleine schmutzige Briefe (Wicked Little Letters)
- 2024: Kraven the Hunter
- 2025: Heads of State